# Изостазија
Изостазија је стање равнотеже маса, блокова Земљине коре, у односу на поткорне флуидалне масе по којима плута.
Изостатичка равнотежа је опште равнотежно стање између појединих делова Земљине коре, и директно зависи од њихове дебљине, величине, густине, дубине коренова, тј. од великих форми чврсте Земљине коре c различитим физичко-минералошким особинама и њиховог односа према расподели маса у флуидалном поткорном делу преко кога у извесном смислу пливају (слично хидростатичком равнотежном стању). У том смислу, делови коре се дижу или спуштају све док се не успостави равнотежно стање (изостазија), односно све док тежина блока коре не буде једнака тежини потиснуте флуидалне масе.
Пример „тоњења коре“ је Холандија, односно шири простор Скандинавије.

## Историјат проучавања
Први наговештаји о изостазији су се појавили у 18. веку. Тада је Пјер Буге вршио премере географске дужине у околини екватора, у циљу одређивања облика Земље. Током рада, Буге је забележио да постоји разлика између вертикалног правца базираног на положају звезда и правца базираног на нивоу либеле или клатна. Скретање од вертикале објаснио је уз помоћ Њутновог гравитационог привлачења између клатна и планинског венца Анди, који се налазио паралелно са правцем истраживања (под утицајем гравитационог утицаја планина долази до одступања клатна од вертикалног правца).
Британски геодета Прат је 1855. године вршио истраживања, мерећи клатном на Андима и Хималајима. Отклон клатна од вертикале био је око трећине очекиване вредности засноване на моделу по којем су планински масиви Анда и Хималаја представљени као вишак масе на површи Земље. Детаљнија испитивања, заснована на овим објашњењима, показивала су да су срачуната одступања од вертикале била велика, као и Њутново привлачење између планина. То значи да се вишак масе на површи мора компензовати масама испод површи. 
Настанак теорије изостазије везан је за истраживања Џона Прата и Џорџа Ерија, који су покушали да објасне разлике између мерених и рачунатих вредности отклона вертикала у Индији половином 19. века. Пошто су мерени отклони били знатно мањи од рачунски добијених вредности, Прат је претпоставио да Земљина кора под Хималајима има мању густину од делова у низијама реке Ганг. Ери је предложио другу хипотезу: Земљина кора има константну густину, али различиту дебљину и њени блокови пливају у супстрату слично сантама леда у води.

## Изостатички модели
Постоје три основна модела изостазије. То су: Пратов модел, Еријев модел и Венинг-Мајнесов модел.

### Пратов модел
Према Пратовој хипотези, Земљина кора простире се до неке дубине {\displaystyle T} (рачунајући од нивоа мора), на којој се налази површ једнаког притиска, коју је назвао површ компензације или изостатичка површ. На тој граници постоји једнак притисак блокова различите густине и висине, што значи да тежина сваког блока мора да буде једнака (тежина блокова је константна). На континентима важи:
где је:

{\displaystyle \sigma } - густина блока;

{\displaystyle T} - дубина до изостатичке површи;

{\displaystyle H} - висина блока на континенту.
За океане важи:
где је:

{\displaystyle \sigma } - густина коре;

{\displaystyle P} - дубина мора (1.03 је густина морске воде).
По овој теорији, блокови коре у деловима високих планина имају малу густину, док океанска кора има велику густину. Иако распоред густине блокова често не одговара реалној расподели густина, Пратова идеја је у гравиметрији погодна за рачунање утицаја изостазије на мерене вредности гравитационог убрзања.

### Еријев модел
Према Еријевој хипотези, која је нешто млађа од Пратове, кора се састоји од блокова исте густине, али различите висине, који пливају у житкој маси веће густине (вискозној магми). Што је већа висина блока изнад нивоа мора, блок је тежи и дубље тоне у магму (укупна висина блока је већа). То значи да је дебљина коре већа у планинским областима, док је у областима океана дебљина коре мања.
Дубина тоњења блока у магму може да се одреди на основу Архимедовог закона. Основни закон изостазије, по Еријевој хипотези, може да се напише у облику:
.
У овом случају је:

{\displaystyle \sigma _{0}} - густина коре,

{\displaystyle \sigma } - густина магме,

{\displaystyle B} - дебљина коре за дати блок,

{\displaystyle b} - дубина тоњења блока у магму.

### Венинг-Мајнесов модел
Венинг-Мајнес је предложио регионалну изостатичку компензацију која узима у обзир механичка својства Земљине коре. По тој хипотези, Земљина кора се понаша као еластични слој, који има већу дебљину испод континената са високим планинама, а малу дебљину испод океана. По свом физичком смислу, ова хипотеза је слична Еријевој, јер претпоставља константу густину Земљине коре.

## Утицај тектонике плоча на изостазију
Изостазија не сме да се посматра само као стање при коме је кора у равнотежи. Земљина кора се стално креће, мења, развија и уништава. Различити процеси утичу да се распоред маса Земљине коре непрекидно мења, што доводи до поремећаја стања равнотеже коре.
Повратак у равнотежно стање није тренутан процес, већ је то процес који траје. Када би се кора тренутно враћала у стање равнотеже при свакој промени односа маса, не би било земљотреса, већ би они били „амортизовани“.
Изостазија је генерално стање равнотеже коре, али локално гледано, то стање равнотеже је увек нарушено, због тога што кора није статична, већ изузетно динамична. Исто тако, кора непрестано тежи да се врати у стање равнотеже, што условљава појаву различитих процеса, који опет нарушавају стање равнотеже.